# Jopara
O jopara, também conhecido como yopará, é uma variedade coloquial da língua guarani falada no Paraguai. É por vezes considerada um dialeto do guarani. A língua jopara é caracterizada por uma grande quantidade de empréstimos do castelhano.
Trata-se de uma "lengua mesclada", produto da interpenetração entre guarani e espanhol, mais do segundo do que o primeiro. O próprio termo "jopará" em guarani quer dizer "mescla".
1. ↑  «Jopará: a língua geral paraguaia (Couto 1994) - Biblioteca Digital Curt Nimuendajú». www.etnolinguistica.org. Consultado em 31 de maio de 2024

http://www.etnolinguistica.org/artigo:couto-1994